# مرگ‌ها در اکتبر ۲۰۱۹
مرگ‌ها در اکتبر ۲۰۱۹ (انگلیسی: Deaths in October 2019) آنچه در پی می‌آید فهرست افراد سرشناسی است که در اکتبر ۲۰۱۹ درگذشته‌اند.
- در هر عنوان به‌ترتیب نام شخص، سن، ملیت، دلیل سرشناسی، علت مرگ، و منبع آمده‌است.

## اکتبر

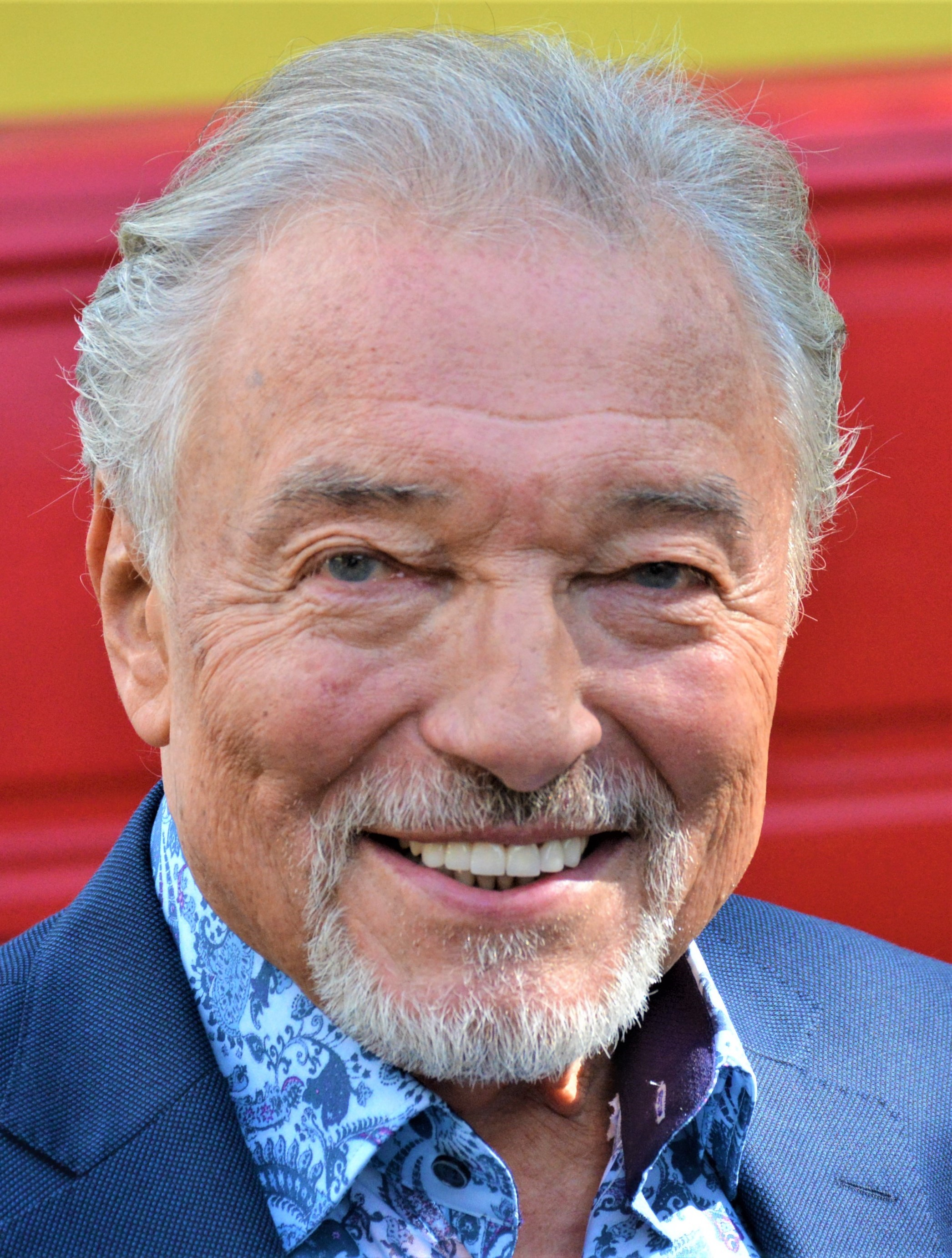
کارل گوت

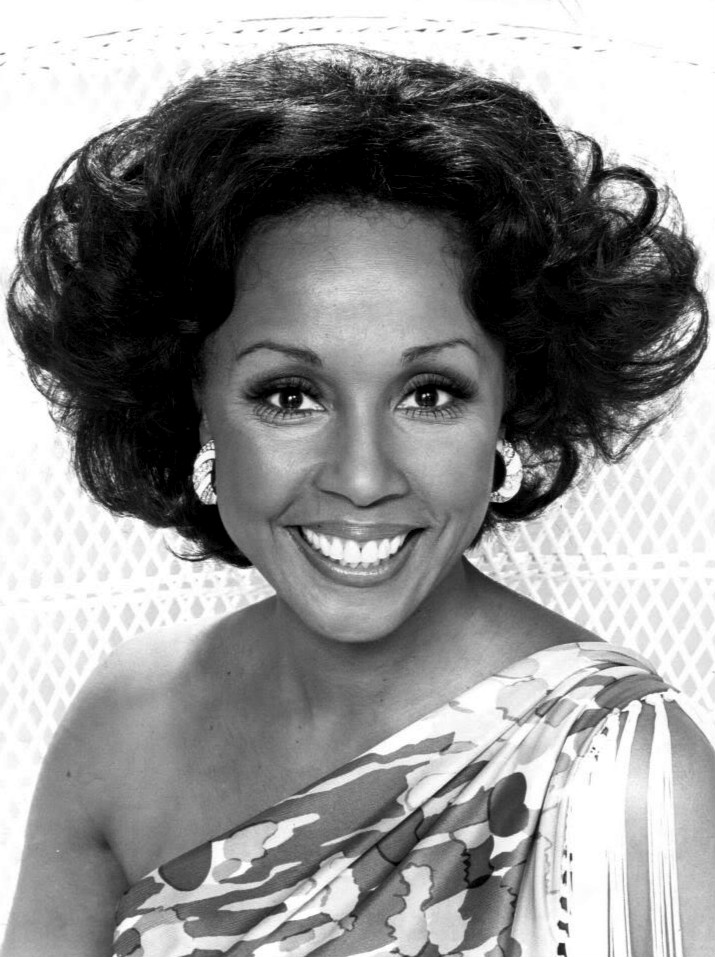
داین کارول

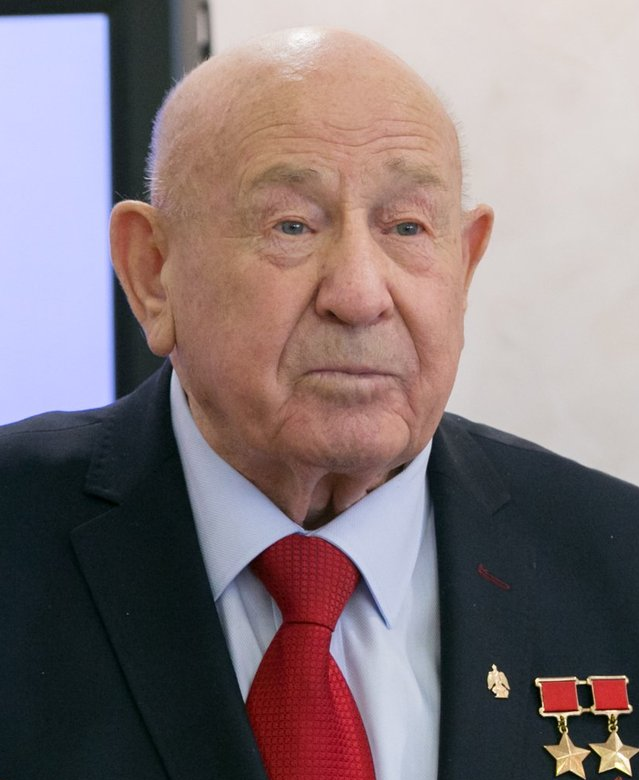
الکسی لئونوف

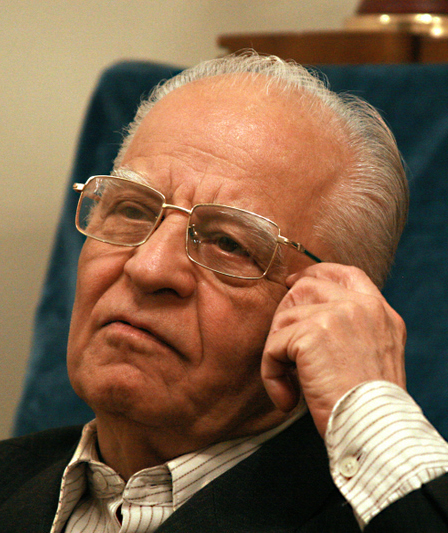
حسین دهلوی

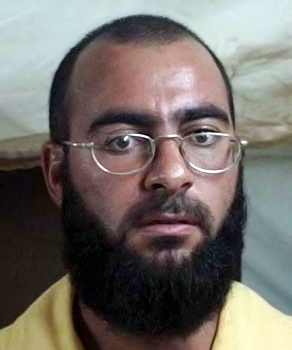
ابوبکر بغدادی

- کارل گوت، ۸۰، خواننده اهل جمهوری چک.
- جعفر کاشانی، ۷۵، بازیکن فوتبال اهل ایران.
- جولی گیبسون، ۱۰۶، هنرپیشه اهل ایالات متحده آمریکا.
- گیا قانچلی، ۸۴، آهنگ‌ساز گرجستانی.
- دیوگو دی فریتاس دو آمارال، ۷۸، سیاست‌مدار اهل پرتغال.
- داین کارول، ۸۴، هنرپیشه، خواننده و مانکن اهل ایالات متحده آمریکا.
- جینجر بیکر، ۸۰، نوازندهٔ درام و موسیقی‌دان اهل انگلستان.
- مارتین لاور، ۸۲، دونده اهل آلمان.
- ریپ تیلور، ۸۸، هنرپیشه اهل ایالات متحده آمریکا.
- آندرس گیمنو، ۸۲، تنیس‌باز اهل اسپانیا.
- ماری-ژوزه نات، ۷۹، هنرپیشه اهل فرانسه.
- رابرت فورستر، ۷۸، هنرپیشه آمریکایی.
- الکسی لئونوف، ۸۵، کیهان‌نورد روسی.
- سارا دانیوس، ۵۷، فیلسوف، استاد، و منتقد ادبی اهل سوئد
- چارلز جنکس، ۸۰، معمار آمریکایی.
- هارولد بلوم، ۸۹، نویسنده اهل ایالات متحده آمریکا.
- سولی، ۲۵، خواننده، ترانه‌سرا، بازیگر و مدل اهل کره جنوبی.
- حسین دهلوی، ۹۲، موسیقی‌دان، آهنگساز و رهبر ارکستر اهل ایران.
- جان تیت، ۹۴، دانشمند اهل ایالات متحده آمریکا.
- آلیسیا آلونسو، ۹۸، رقاصه اهل کوبا.
- یوران مالمکویست، ۹۵، زبان‌شناس، مورخ ادبیات و چین‌شناس اهل سوئد.
- محمد احمدیان، ۶۳، معاون سازمان انرژی اتمی ایران.
- الکساندر ولادیمیروویچ ولکوف، ۵۲، تنیس‌باز اهل روسیه.
- لیو شین-یانگ، ۸۹، سیاست‌مدار اهل کره جنوبی.
- ساداکو اوگاتا، ۹۲، سیاست‌مدار اهل ژاپن.
- ولی صمد، ۸۳، دانشمند، ادیب و نویسنده اهل تاجیکستان.
- رابرت اوانز، ۸۹، تهیه‌کننده اهل ایالات متحده آمریکا.
- ابوبکر بغدادی، ۴۸، رهبر و بنیان‌گذار گروه تروریستی داعش.
- جان کانیرز، ۹۰، سیاست‌مدار آمریکایی.
- اعظم طالقانی، ۷۶، ژورنالیست و سیاست‌مدار ایرانی.
- مظاهر مصفا، ۸۷، استاد دانشگاه، شاعر و مصحح معاصر ایران.
- ابراهیم‌آبادی، ۸۵، بازیگر سینما، تئاتر و تلویزیون اهل ایران.